# Kaschmir (Division)
Kaschmir  (Urdu وادی کشمیر; Hindi कश्मीर घाटी) oder auch Kaschmirtal ist ein Tal und eine Division zwischen dem Karakorum und dem Pir Panjal im indischen Unionsterritorium Jammu und Kashmir. Es grenzt im Nordwesten an Pakistan. Das Tal ist etwa 135 km lang und 32 km breit und wurde durch den Jhelam gebildet. Kaschmir ist neben Jammu eine der zwei Divisionen von Jammu und Kashmir. Die Division gliedert sich in die Distrikte Anantnag, Baramulla, Budgam, Bandipore, Ganderbal, Kupwara, Kulgam, Pulwama, Shopian und Srinagar.
Nach den Veden war das Kaschmirtal einst ein großer See, der nach der Gefährtin Shivas Satisaras, Sati oder Parvati genannt wurde. Der See wurde vom Führer der Naga Ananta (der Distrikt Anantnag ist nach ihm benannt) trockengelegt und erhielt nach seinem Vater Rishi-Kashyapa den Namen Kash-mira. Der Mogulherrscher Jahangir nannte es das Paradies auf Erden.

## Lage und Klima
Das von Bergen umschlossene und von Süden nach Norden vom Fluss Jhelum durchflossene Kaschmirtal liegt in einer Höhe von gut 1600 m. Es grenzt an die Division Jammu im Süden und an das Unionsterritorium Ladakh im Osten sowie die Line of Control im Norden und Westen.

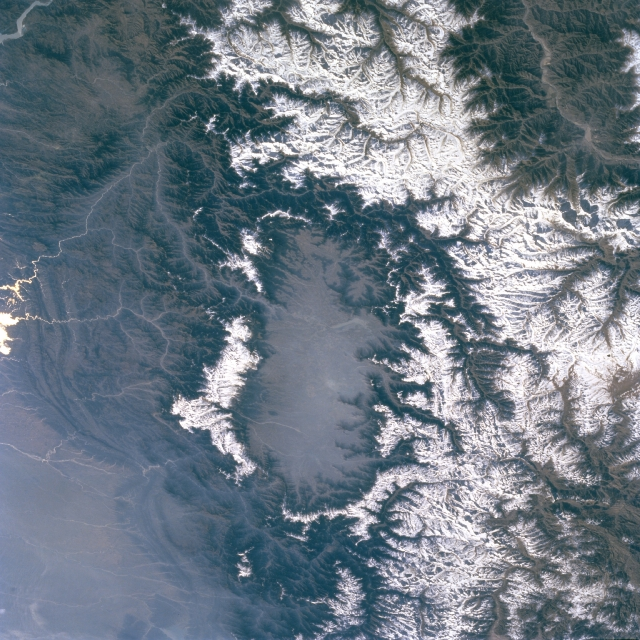
Das Kaschmirtal (Bildmitte) auf einem Satellitenfoto. Die schneebedeckten Berge trennen es von den Ebenen.

Das Kaschmirtal hat ein gemäßigtes Klima. Das Klima kann als kühl im Frühjahr und Herbst, mild im Sommer und kalt im Winter charakterisiert werden. Die Größe des Tals bedingt, dass es in den bergigen Gebieten oft anderes Wetter gibt als in den niedriger gelegenen, flachen Teilen.
Der Sommer ist generell gemäßigt warm mit wenig Regen, aber einer hohen relativen Luftfeuchtigkeit und kühlen Nächten. Niederschläge gibt es das ganze Jahr über und kein Monat ist besonders trocken. Der wärmste Monat ist Juli mit einer durchschnittlichen Tiefsttemperatur von 6 °C und einer durchschnittlichen Höchsttemperatur von 32 °C. Die kältesten Monate sind Dezember und Januar mit einer durchschnittlichen Tiefsttemperatur von −15 °C und einer durchschnittlichen Höchsttemperatur von 0 °C.
Im Vergleich zu anderen Teilen Indiens hat das Kaschmirtal ein gemäßigtes Klima, doch sind die Wetterbedingungen ziemlich unberechenbar. Das Kaschmirtal hat in den letzten Jahren eine Erhöhung der durchschnittlichen Luftfeuchtigkeit erfahren und der durchschnittliche Niederschlag ist ebenfalls angestiegen. Dies wird auf große Wiederaufforstungsbemühungen zurückgeführt.

## Geschichte

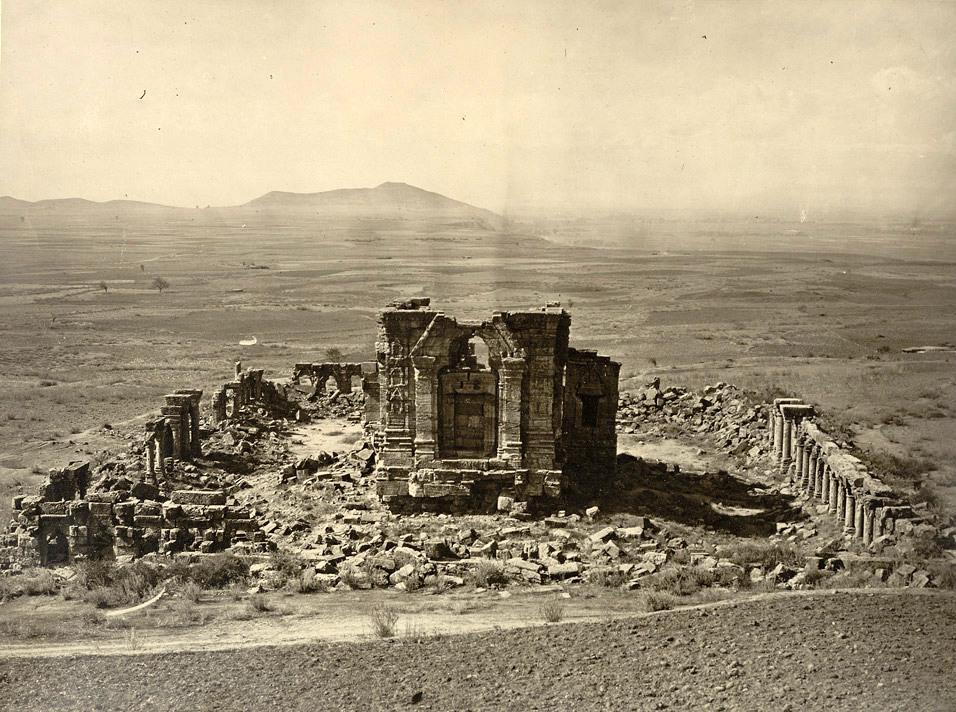
Sonnentempel von Martand (um 740)

Nach der Volksetymologie bedeutet der Name Kaschmir entwässertes Land. Es kommt vom Sanskrit: Ka = „Wasser“ und shimeera = „trocknen“. In der in der Mitte des 12. Jahrhunderts geschriebenen Geschichte Kaschmirs von Kalhana Rajatarangini heißt es, dass Kaschmir früher ein See war. Nach der Hindu-Mythologie wurde der See von Rishi Kashyapa, Sohn von Marichi, Sohn von Brahma durch das Öffnen eines Einschnittes bei Baramulla (Varahamula) entwässert. Nachdem Kaschmir trockengelegt worden war, veranlasste Kashyapa Brahmanen, sich dort niederzulassen. Der Hauptort im Tal wurde Kashyapa-pura genannt, was als Kaspapyros bei Hekatios von Milet (nach Stephanos von Byzanz) und als Kaspatyros bei Herodot (3.102, 4.44) auftaucht. Kaschmir soll auch das Land sein, das Ptolemäus als Kaspeiria bezeichnet.
In den ersten 500 Jahren nach Christus war die Region Kaschmir ein wichtiges Zentrum des Hinduismus und später des Buddhismus. Im 9. Jahrhundert kam der Kaschmirische Shivaismus auf. Im Jahr 1349 wurde Shah Mir der erste muslimische Herrscher Kaschmirs und Gründer der Salatin-i-Kashmir- oder Swati-Dynastie. Über die nächsten 500 Jahre herrschten muslimische Herrscher über Kashmir darunter die Moguln von 1526 bis 1751 und das afghanische Durrani-Reich von 1747 bis 1820. Dann annektierten es die Sikh, unter Ranjit Singh. 1846 nach der Niederlage der Sikh im Ersten Sikh-Krieg und dem Erwerb der Region durch die Briten im Vertrag von Amritsar, wurde der Raja von Jammu, Gulab Singh, der neue Herrscher Kaschmirs. Diese Herrschaft und die seiner Nachkommen dauerte bis 1947 als der Fürstenstaat Britisch-Indiens ein umstrittenes Gebiet wurde, das jetzt von Indien, Pakistan und der Volksrepublik China verwaltet wird.
Das Kaschmirtal ist 15.948 km² groß, was 15,73 % der von Indien kontrollierten Fläche des ehemaligen Bundesstaates Jammu und Kashmir entsprach.

## Bevölkerung

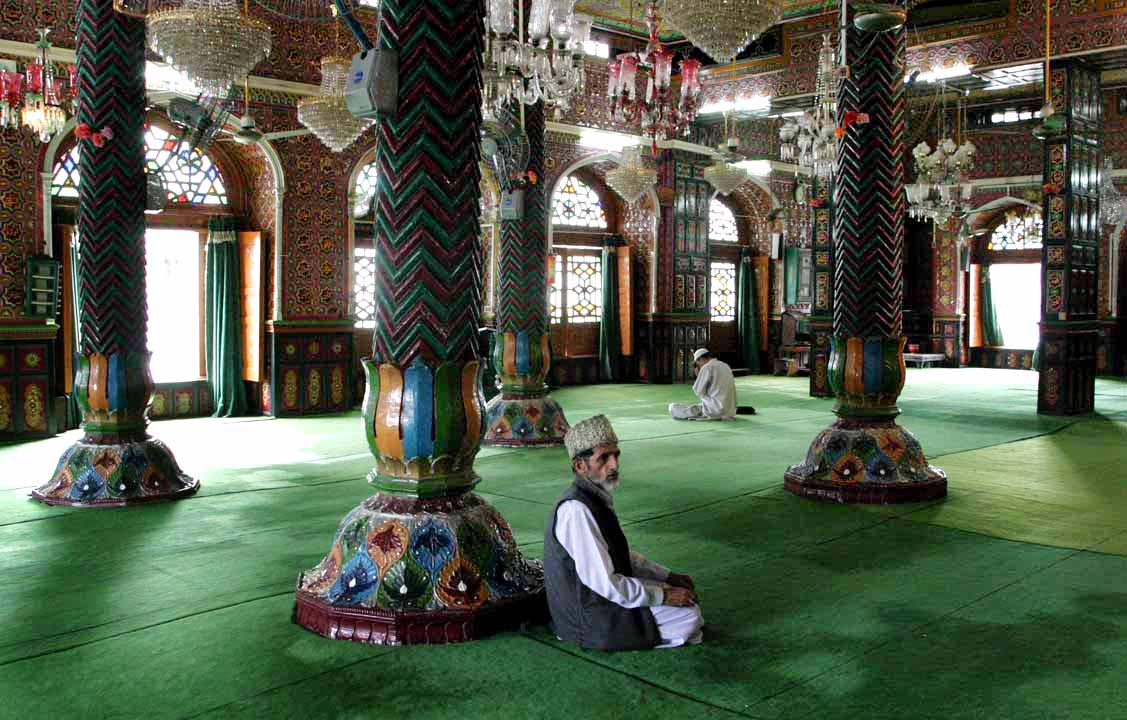
Eine Moschee in Srinagar

Die Mehrheit (über 90 %) der Einwohner des Kaschmirtals sind Muslime. Sie gehören zur Volksgruppe der Kashmiri und sie sprechen Kashmiri. Es gibt eine kleine Zahl von hinduistischen Kashmiri Pandits und Sikhs.
Die zehn Distrikte der Division hatten 6.907.623 Einwohner nach der Volkszählung von 2011. Die Religionszugehörigkeit war demnach 97,16 % Muslime und 2,84 % Hindus, Sikh, Buddhisten und andere.
Die am meisten gesprochenen Sprachen sind Kashmiri und Urdu. Urdu ist die offizielle Sprache. Viele Menschen sprechen Englisch als eine zweite Sprache.

### Distrikte
Die Division Kaschmir ist in zehn Distrikte gegliedert.
| Name des Distrikts | Verwaltungssitz | Fläche (km²) | Bevölkerung 2001 Census | Bevölkerung 2011 Census |
| ------------------ | --------------- | ------------ | ----------------------- | ----------------------- |
| Anantnag           | Anantnag        | 3984         | 734.549                 | 1.069,749               |
| Kulgam             | Kulgam          | 410          | 394.026                 | 424.483                 |
| Pulwama            | Pulwama         | 1398         | 441.275                 | 570.060                 |
| Shopian            | Shopian         | 312          | 211.332                 | 266.215                 |
| Badgam             | Badgam          | 1371         | 629.309                 | 755.331                 |
| Srinagar           | Srinagar        | 2228         | 990.548                 | 1.250.173               |
| Ganderbal          | Ganderbal       | 259          | 211.899                 | 297.446                 |
| Bandipore          | Bandipore       | 345          | 304.886                 | 392.232                 |
| Baramulla          | Baramulla       | 3353         | 853.344                 | 1.015.503               |
| Kupwara            | Kupwara         | 2379         | 650.393                 | 875.354                 |

### Städte
Srinagar ist die wichtigste Stadt und die Sommerhauptstadt des Staates. Andere wichtige Orte sind Anantnag, Baramulla, Sopore, Handwara und Shopian.

## Politik
Die wichtigsten politischen Parteien der Division sind National Conference, die Jammu and Kashmir People’s Democratic Party und der Indische National Congress. Srinagar ist die Sommerhauptstadt des Staates und die Hauptstadt wird im Winter in einem Vorgang, der Durbar Move genannt wird, nach Jammu verlegt und im Frühjahr dann zurück. Parteien, die sich für die Unabhängigkeit Kaschmirs von Indien einsetzen wie die All Parties Hurriyat Conference und die Jammu and Kashmir Liberation Front, finden breite Unterstützung und die Führer der Unabhängigkeitsbewegung sind sehr beliebt.

## Tourismus

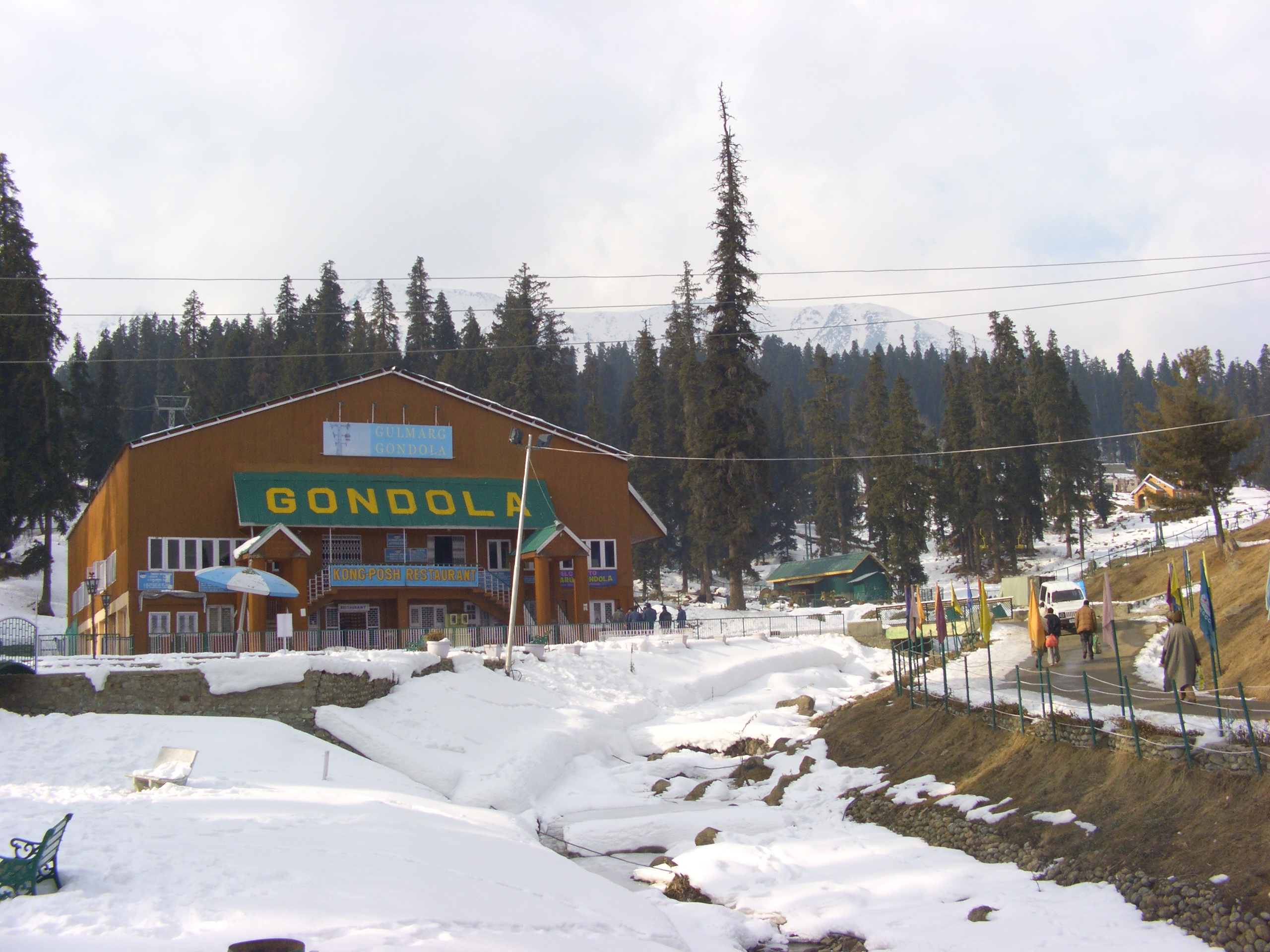
Skifahren ist in Gulmarg ein beliebter Sport

Das Kaschmirtal ist ein beliebtes Touristenziel für indische und ausländische Touristen. Zu den beliebten Orten gehören Gulmarg, der Dal-See, Pahalgam und der Hinduschrein des Amarnath-Tempels. Bevor die gewaltsamen Unruhen im Jahr 1989 zunahmen, war Tourismus bereits ein wichtiger Faktor der Wirtschaft. Tausende von Hindupilgern besuchen jedes Jahr die Amarnath-Pilgerstätte, was der Wirtschaft zugutekam. Die Pilgerreise hat Kaschmir aber auch an den Rand einer ökologischen Katastrophe geführt.
Der Tourismus hat in den letzten Jahren stark zugenommen und im Jahr 2009 war Jammu und Kashmir eines der Haupttouristenziele in Indien. Gulmarg ist ein beliebtes Skigebiet in Indien und hat den höchsten Golfplatz mit Rasen in der Welt. Der Rückgang an Gewalt hat die Tourismusindustrie wiederbelebt.

### Hill Stations

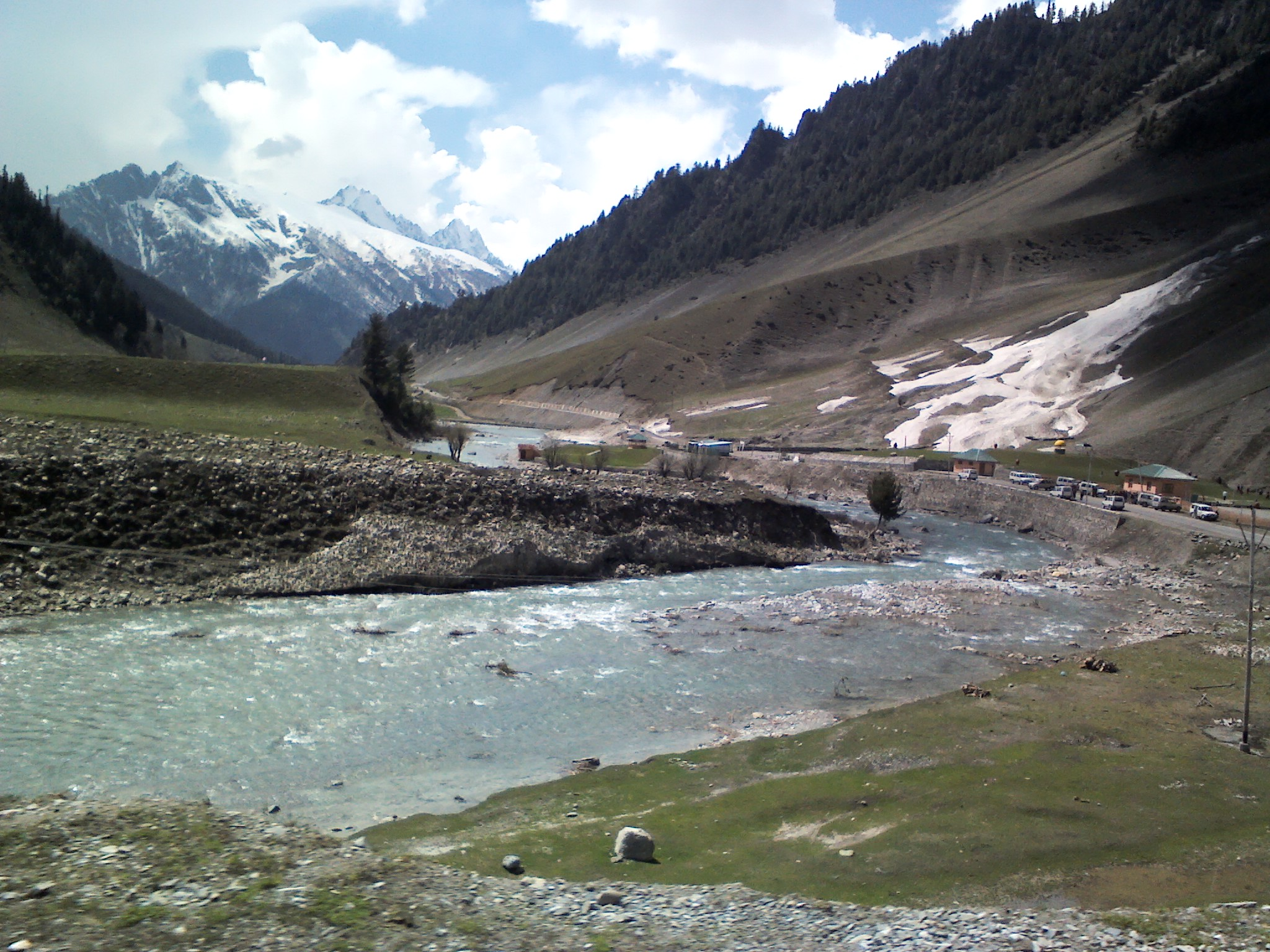
Der Sind bei Nilgrar Sonamarg

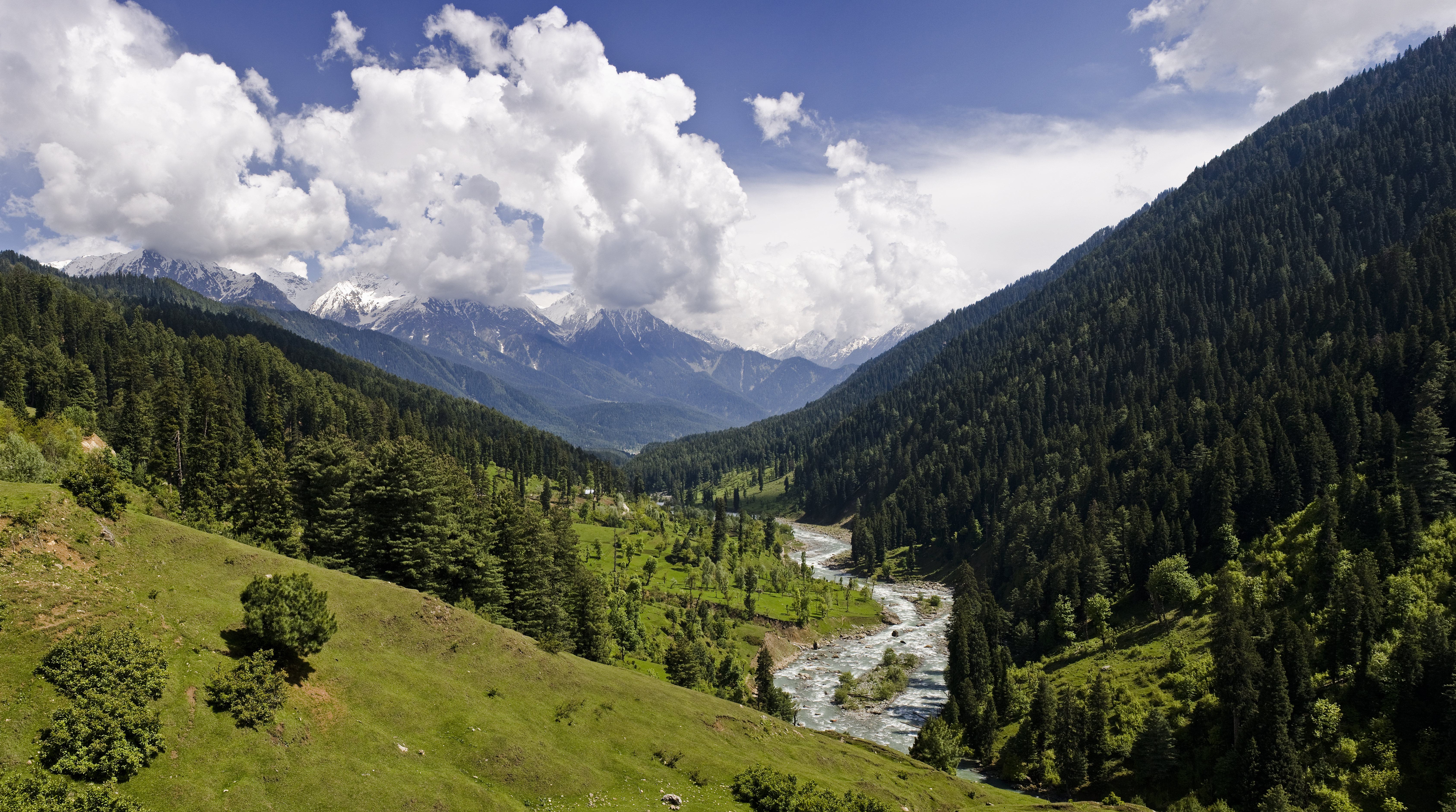
Der Lidder im Tal von Pahalgam

- Aru
- Gulmarg
- Pahalgam
- Sonamarg
- Srinagar
- Yusmarg
- Aharbal

### Mogulgärten

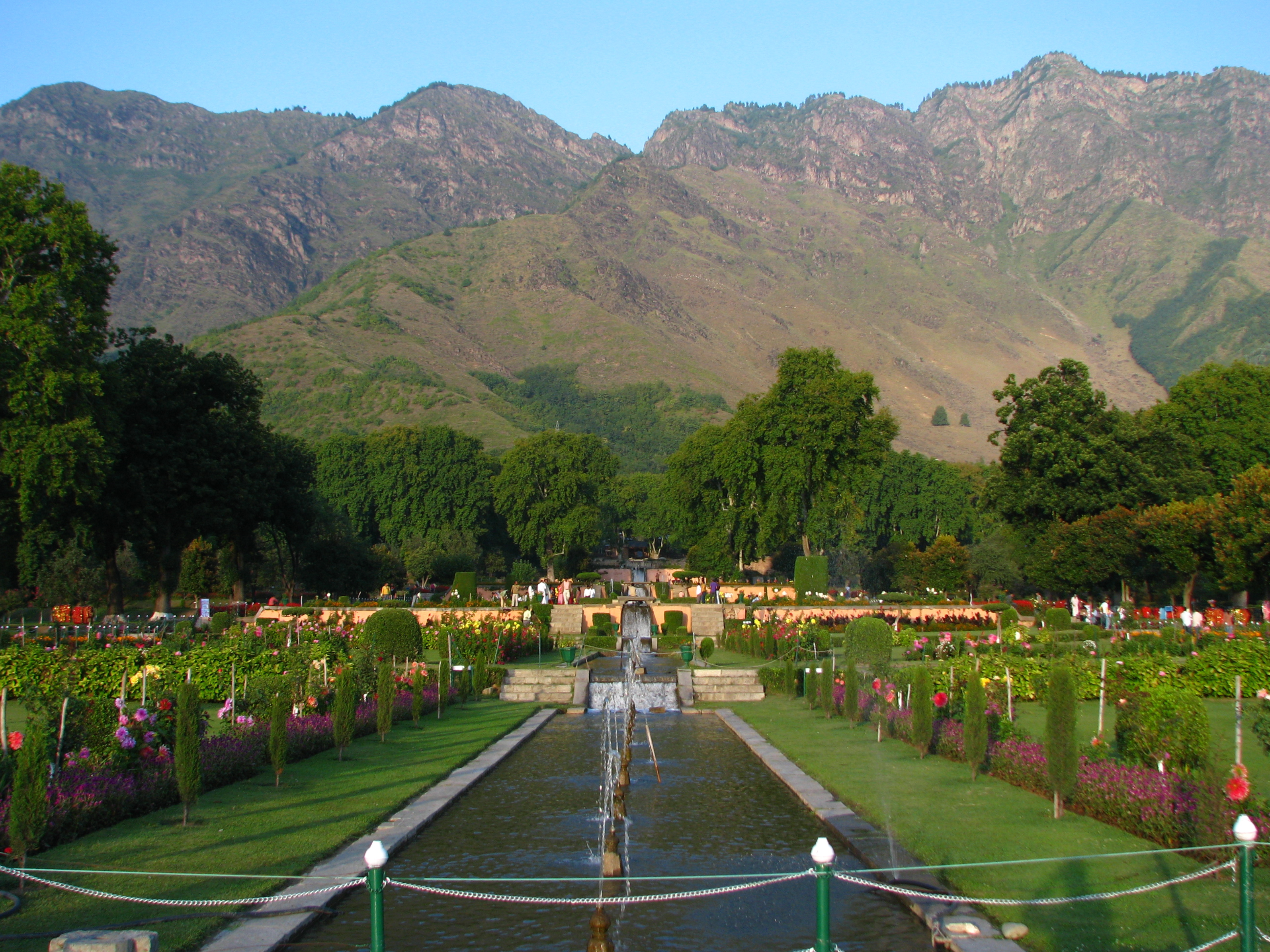
Der Nishat Garten

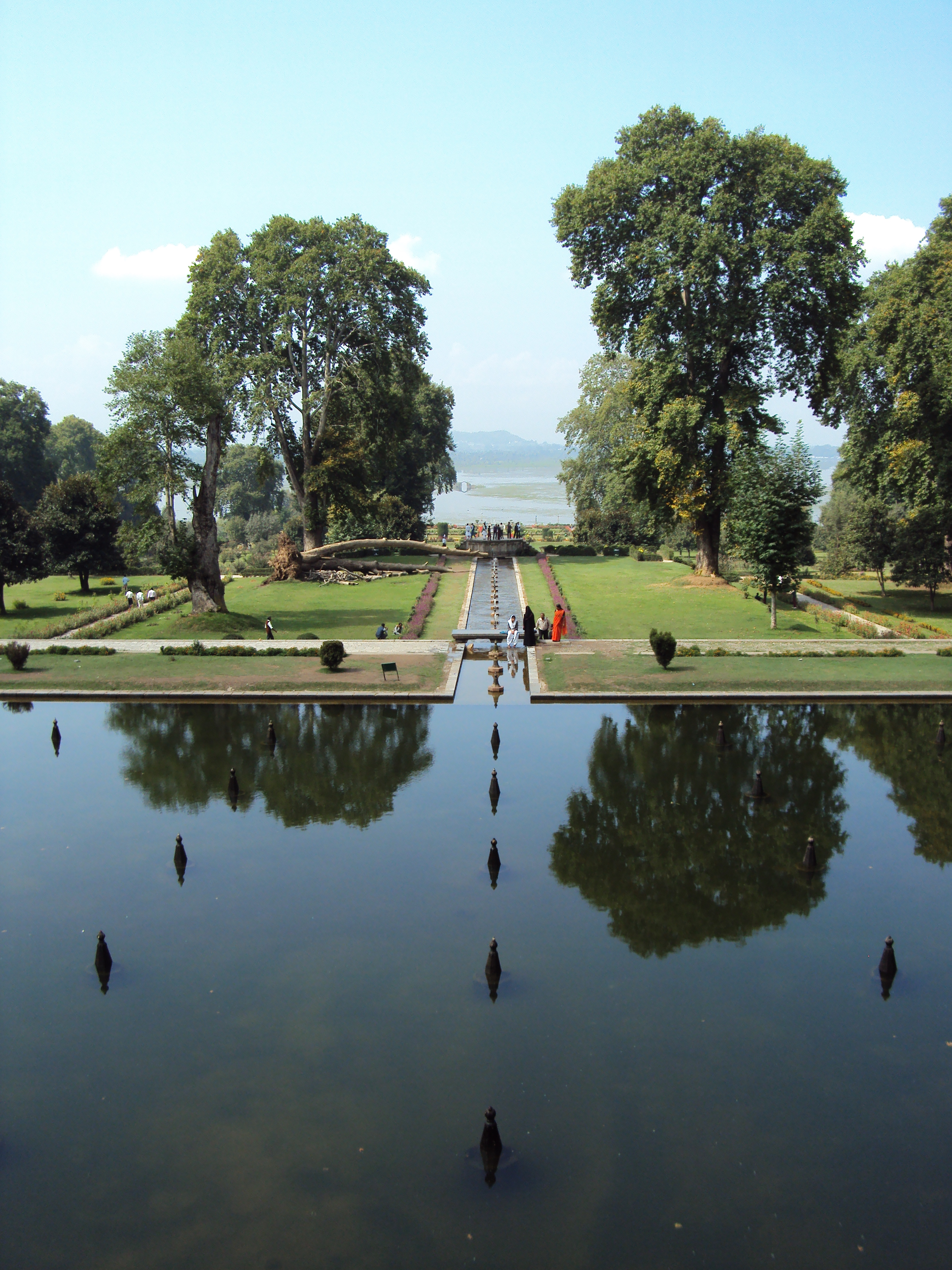
Der Shalimar Garten

- Nishat-Garten
- Shalimar-Garten
- Chashme-Garten
- Achabal

### Seen
- Dal-See
- Gadsar-See
- Gangabal-See
- Krishansar-See
- Manasbal-See
- Nundkol-See
- Satsar-See
- Sheshnag-See
- Tarsar-See
- Vishansar-See
- Wular-See

### Bergsteigen
Der umgebende Himalaya bietet zahlreiche Berge, die man besteigen kann. Zu den Bergen zählen
- Haramukh (5142 m)
- Kolhoi (5425 m)
- Machoi (5458 m)
- Sirbal (5236 m)
- Amarnath-Gipfel (5186 m)
- Sunset-Gipfel (4746 m)
- Tatakooti (4725 m)
- Mahadev (4267 m)

## Kultur und Speisen
Zur Küche Kashmirs gehört das traditionelle Wazwan, bei dem Fleisch, meist Schaf, in verschiedener Art und Weise zubereitet wird.
Alkoholische Getränke werden von den meisten Muslimen nicht getrunken. Es gibt zwei Arten Tee zuzubereiten. Die eine ist Noon Chai (Gesalzener Tee), der rosa in der Farbe beliebt bei den Einheimischen ist. Die andere Art der Teezubereitung ist Kahwah, ein Tee mit Safran und anderen Gewürzen wie Zimt und Kardamom.

## Wirtschaft

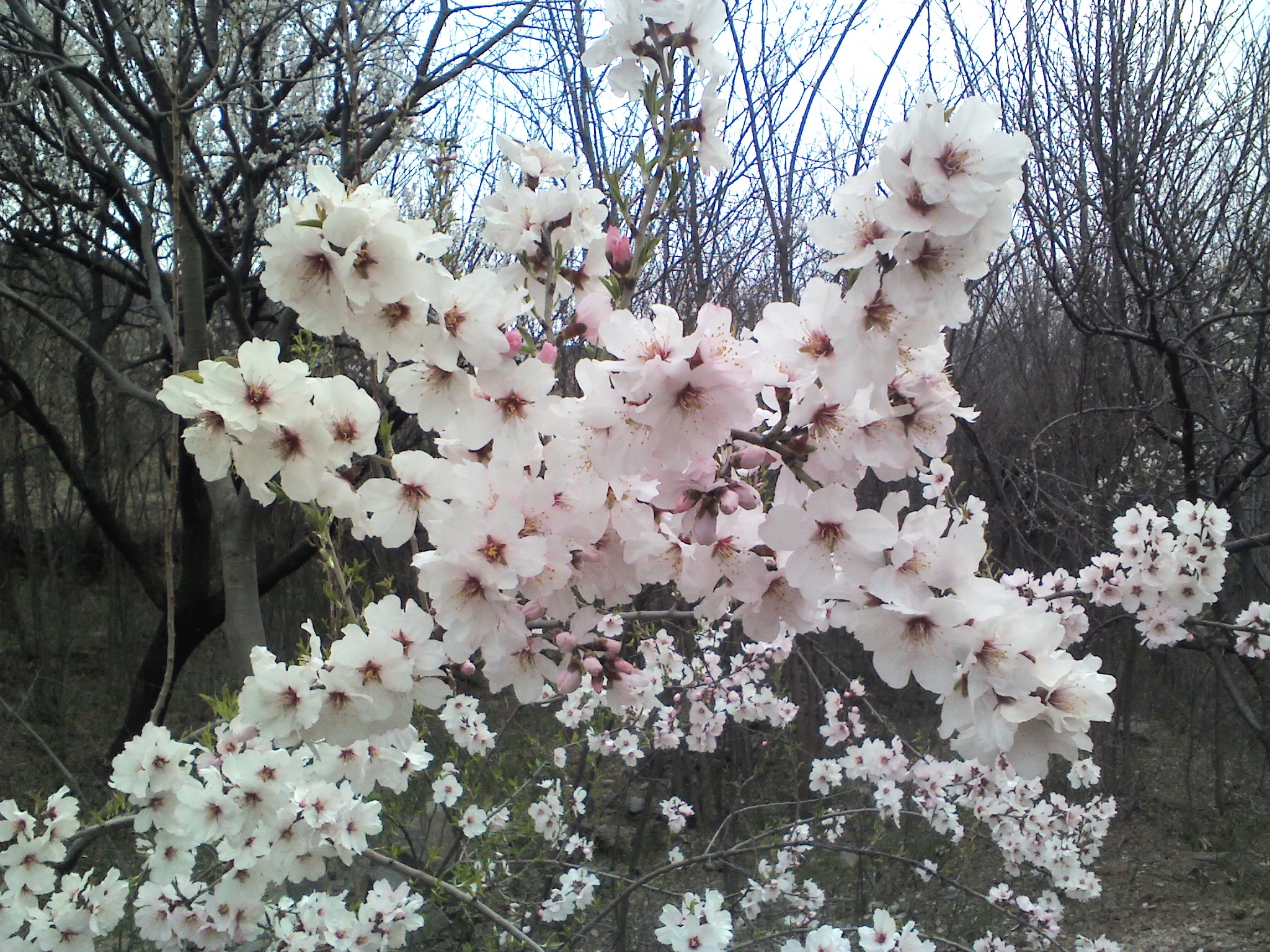
Aprikosen wachsen zahlreich

Tourismus ist eine der Haupteinnahmequellen für große Teile der Bevölkerung. Die Wirtschaft der Region baut auf Landwirtschaft und Tourismus auf. Das traditionelle Grundnahrungsmittel ist Reis. Mais, Weizen, Gerste und Hafer werden auch angebaut. Angesichts des Klimas eignet sich die Region auch für den Anbau von Gemüse wie Spargel, Bohnen, Blumenkohl und Kohl. Safran, wächst ebenfalls in Kashmir. Obstbäume sind zahlreich und in Obstplantagen werden, Äpfel, Birnen, Pfirsiche und Kirschen gezüchtet. Die meisten Bäume sind Himalaya-Zedern, Fichten und Kiefern, Platanen, Ahorn, Birken und Walnuss.
Historisch ist Kaschmir für die Kaschmirwolle bekannt, aber die Exporte sind zurückgegangen, da die Kaschmirziege nicht mehr so zahlreich ist und die Konkurrenz aus China zugenommen hat. Die Einheimischen sind gewandt im Stricken und Herstellen von Pashmina Schals, Seidenteppichen und Kurtas. Es gibt Versuche Obst und Gemüse als Bio-Lebensmittel vorwiegend in den Mittleren Osten zu exportieren. Srinagar ist bekannt für seine Silberarbeiten, Pappemache, und Schnitzarbeiten.
Durch das Erdbeben in Kashmir 2005, bei dem 1500 Menschen getötet wurden, wurde die Wirtschaft schwer geschädigt.
Die Steine des Tals haben möglicherweise große Reserven an Kohlenwasserstoffen.

## Verkehr
Das Kaschmirtal ist mit Jammu und mit Ladakh über Straßen verbunden. Es ist mit Jammu durch den Banihal-Tunnel bei Qazigund im Verlauf des National Highway 1A verbunden.
Luftverkehr
- Srinagar hat den wichtigsten Flughafen des Tals. Es finden regelmäßige Flüge nach Jammu, Leh, Mumbai und Neu-Delhi statt.

Eisenbahn
- Seit Oktober 2009 ist eine 119 km lange moderne Eisenbahnstrecke in Betrieb. Sie verbindet Baramulla im Westen mit Srinagar und Qazigund. Seit dem 26. Juni 2013 verbindet die Eisenbahnstrecke auch das Tal über den 11,215 km langen Pir Panjal Railway Tunnel mit Banihal. Banihal wird in ein paar Jahren über Jammu die Verbindung zum Rest Indiens gewährleisten.